# Сагена
Сагена, брод на једра и весла IX и X век, спомињу га франачки краљ Хилперик у једној дипломи, византијски цар Константин Порфирогенит, заједно са кондуром био је главно морско пловило Неретљана. Здепаст и округао труп са широком и уздигнутом крмом и округао обао прамац какав су увек имали велики јадрански једрењаци. Управљало се крмилом са десне стране крме, уместо правог крмила. Од XIII века служило је велико весло, провучено уз десну оплату крме.
Према броју посаде, имала је 2 до 3 јарбола, уз која су се разапињала крсна једра. Сагена је могла имати 16 или 18 весала, по 8 или 9 на сваком боку. Главно је једро увек било крсно, а на предњем косом јарболу и на крменом разапињала су се троугла латинска једра, називана тако да би се нагласила разлика од четвртастог једра са севера. Троугаоно једро лагано је за руковање и омогућује напредовање уз ветар у цик-цак линији. Њиме је управљало 40 чланова посаде. Сагене су били чврсти бродови јер су пловили и зими дуж читавог Јадрана. Служиле су и као ратни бродови, уз кондуре, са круништем на прамцу и крми.
Нарочито је била чувена Омишка стрела, Sagitta, бродови којим су Срби Неретљани наглим испловљавањем из Цетине нападали бродове и гусарили. Захваљући фрескама црквице Доњег Хумца на Брачу, зна се да је Sagitta била монорема са два латинска једра и са 15 весала на сваком боку.